# Taxarea rutieră

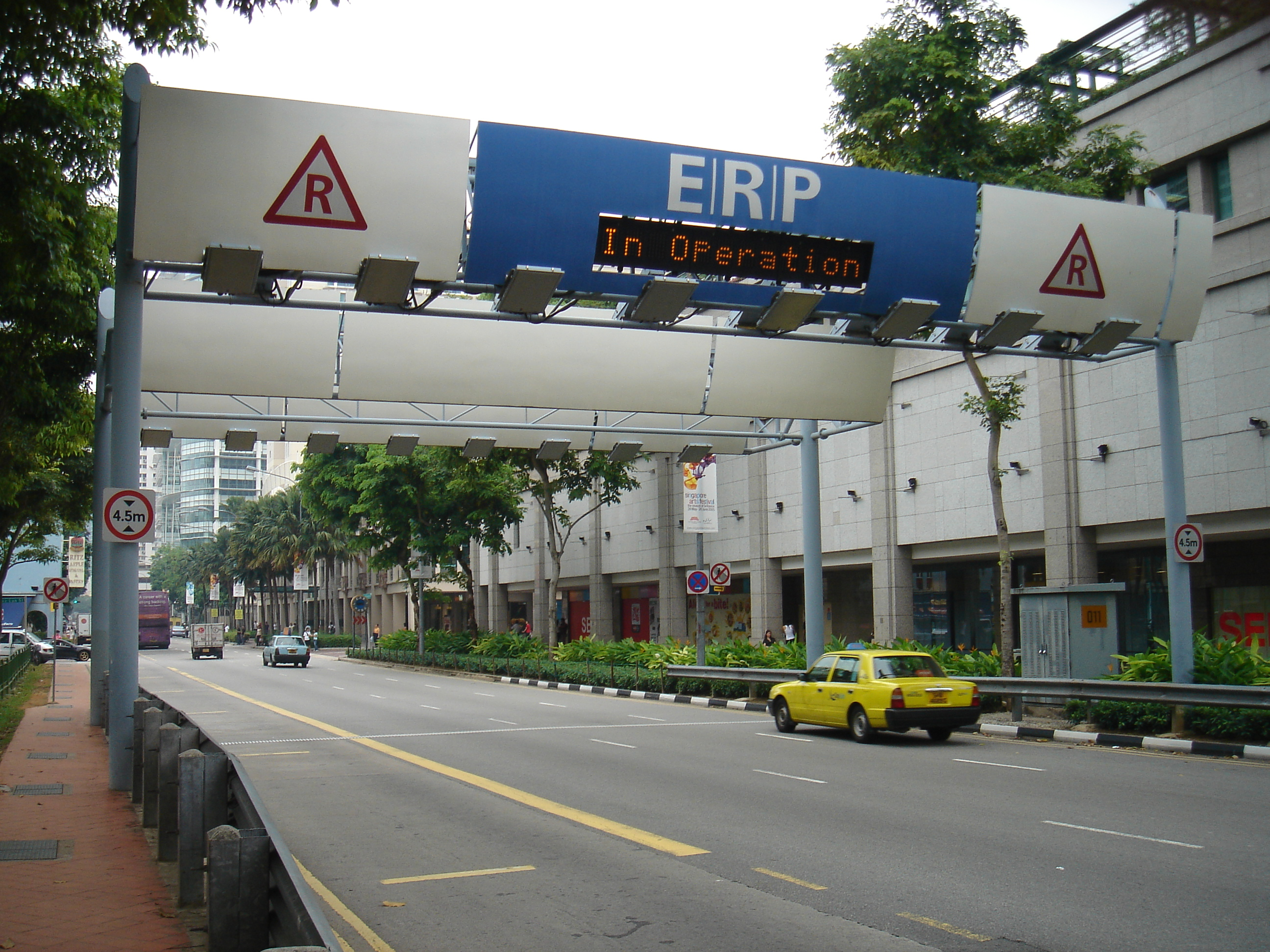
ERP în Singapore

Taxarea rutieră sunt taxele directe impuse pentru utilizarea drumurilor. Aceste taxe sunt pentru:
- generarea veniturilor pentru infrastructura rutieră
- gestionarea traficului rutier în orele de vârf
- reducerea efectelor negative asupra mediului precum poluarea aerului, emisiile de gaze cu efect de seră, impactul vizual, poluarea fonică și accidentele rutiere.[1]

Majoritatea țărilor folosesc taxele pentru drumuri, poduri și tuneluri pentru a rambursa datoriile pe termen lung emise pentru finanțarea acestor infrastructuri, pentru extinderea capacității sau pentru întreținerea facilităților. Există și taxe de congestie în anumite orașe precum Singapore, Londra, Stockholm, Milano.
Țările europene au taxe pe baza perioadei de utilizare pe baza unei vinietă sau necesită vinietă penru utilizarea oricărui drum.
Unele țări au și taxe pe distanță pentru vehiculele grele, în funcție de greutatea camionului și distanța parcursă (Noua Zeelandă, Elveția, Germania, Austria, Cehia, Slovacia, Polonia, Oregon, New York, Kentucky, New Mexico).

## Terminologie
„Taxarea rutieră” este un termen general care se referă la orice sistem în care șoferul plătește direct pentru utilizarea unui anumit drum sau rețea rutieră dintr-un oraș, regiune sau națiune. Taxa de congestie este taxa percepută pentru a reduce cererea în orele de vârf, congestia traficului și pentru a taxa externalitățile negative (accidente rutiere, zgomotul, poluarea aerului, emisiile de gaze cu efect de seră).

## Beneficii
Sistemele de taxare rutieră pot contribui la:
- Reducerea traficului în orele de vârf;
- Scăderea emisiilor de gaze cu efect de seră și a poluării fonice;
- Optimizarea utilizării infrastructurii existente;
- Generarea de venituri ce pot fi reinvestite în transport public și infrastructuri alternative;
- Corectarea externalităților negative ale transportului rutier.

## Efecte

### Influența asupra ambuteiajelor

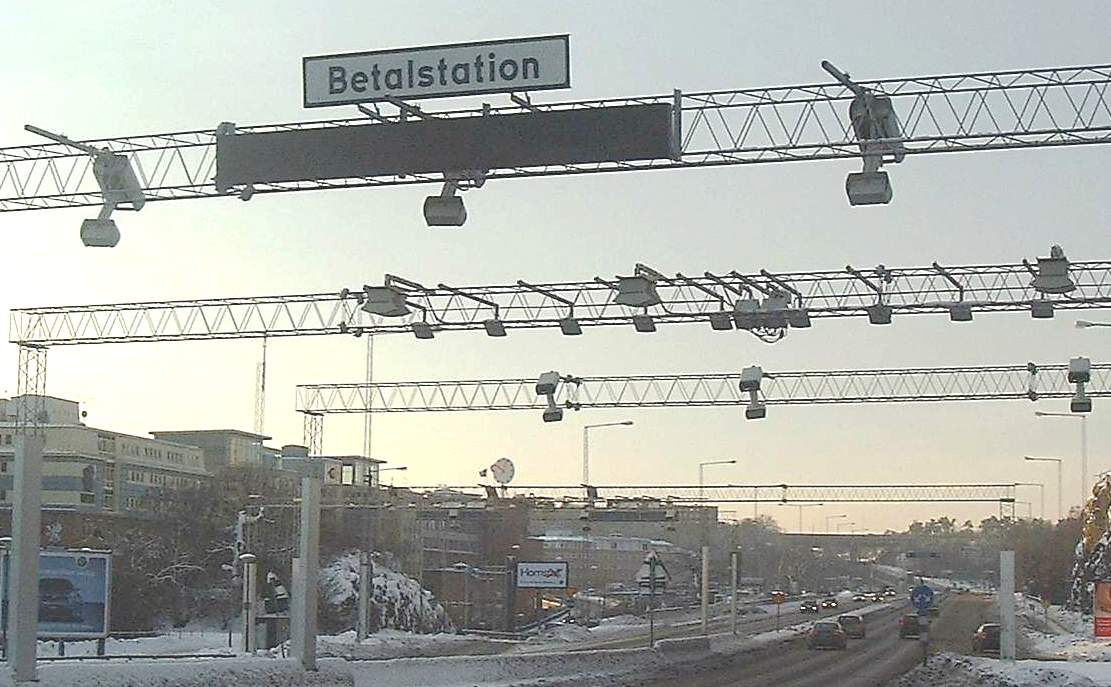
Stație de taxare automată în Stockholm, Suedia

În practică, taxele vizibile sunt mai eficiente deoarece taxele generale nu leagă utilizatorul de nivelul său real de utilizare a serviciului. Sistemul de taxare ar trebui să funcționeze dacă șoferii sunt încurajați să circule mai mult în afara orelor de vârf.

### Influența asupra mediului
Sistemul de taxare rutieră poate implementa principiul „poluatorul plătește” atunci când numărul de înmatriculare este asociat cu marca autovehiculului, iar tarifele sunt în funcție de gradul de poluare a mediului (emisie de CO2, oxizi de azot, particule fine, zgomot) sau nesiguranță.

### Influența asupra puterii de cumpărare
Biroul Central de Planificare din Olanda a analizat efectele sistemului de taxare rutieră asupra puterii de cumpărare. O taxă aplicată pe autostrăzile aglomerate poate reduce cu 35-55% ambuteiajele din timpul săptămânii. Variabilitatea costurilor (tarifare dinamică în funcție de timp și locație) este cea mai eficientă metodă având următoarele avantaje:
Taxa actuală pe vehicule este bazată pe o medie de kilometri per vehicul, dar în realitate nu toți șoferii conduc media de 16.000 km (benzină) sau 35.000 km (gaz, motorină). Astfel, o mare parte a populației va face economii.
Prin transformarea costurilor fixe în variabile, costul marginal al unei călătorii cu mașina va crește, astfel utilizatorii vor fi mai înclinați să aleagă transportul public. Totuși, problema transportului public este că durata călătoriei este considerabil mai mare decât cu mașina.
În majoritatea țărilor europene, creșterile semnificative ale prețurilor combustibililor nu au redus presiunea traficului, în special în jurul marilor orașe. Pe de altă parte, o taxă dependentă de timp nu este direct comparabilă cu o creștere generală a prețurilor la combustibili, fiind posibil ca o parte din trafic să se redirecționeze pe rute alternative mai ieftine. Astfel, șoferii profesioniști vor economisi timp și aduce beneficii economiei.

### Influența asupra transportului public
Se preconizează că transferul între autoturisme și transportul public va fi limitat. Cele două segmente deservesc piețe diferite. Prin urmare, doar un procent foarte mic dintre șoferi va opta pentru transportul public. Cele mai mari schimbări în comportamentul șoferilor vor consta în alegerea altor momente pentru a călători, utilizarea unor rute alternative și renunțarea la unele deplasări.
Totuși, chiar dacă doar un număr mic de șoferi se mută spre transportul public, din perspectiva acestuia, impactul este semnificativ, având în vedere cota sa de piață relativ mică, comparativ cu cea a mașinilor. Drept urmare, contribuțiile bugetare ale guvernului vor crește ușor.